# گریبوو
گریبوو (به آلمانی: Gribow) یک شهر در آلمان است که در فرپومرن-گرایفسوالد واقع شده‌است. گریبوو ۲۱۴ نفر جمعیت دارد.